# Servus
Servus è un saluto informale diffuso in gran parte dell'Europa centrale. Deriva dal latino servus (servo, schiavo) e può essere considerato la forma breve dell'espressione "sono vostro servo" o "sono al vostro servizio".
È comune in Baviera, Baden-Württemberg, Franconia, Austria, Alto Adige (anche nella forma servas), Slovenia, Croazia (servus o serbus), Ungheria (szervusz / szervusztok, szia / sziasztok), Slovacchia, Transilvania e nord-ovest della Romania (servus / serus). In Polonia la forma di saluto serwus, un tempo molto diffusa, è ormai obsoleta. L'area di diffusione fuori dalla Germania ricalca i territori dell'ex Impero Austroungarico.

## Varianti
- Na servus è usato come esclamazione di stupore in gran parte della regione bavarese.
- Sas, seas, seasn, seawas, seawis, sees, sers, sersn, servas, sewes, sneas, zeas, zervas, zias, ziwas sono comuni forme brevi e variazioni di pronuncia, usate in Austria, Baviera, Baden-Württemberg, Svevia e Palatinato.
- In ungherese vi è sia una forma singolare per rivolgersi a un singolo destinatario (szervusz, forma breve szia), che una forma plurale per rivolgersi a due o più persone (szervusztok, sziasztok).

Analogo nell'uso, ma derivato da "schiavo" è il saluto informale italiano ciao.
In svedese si utilizza il termine tjena, dal sostantivo tjänare ("servitore").